# Алімбай
Алімба́й (рос. Алимбай) — селище у складі Ясненського міського округу Оренбурзької області, Росія.

## Населення
Населення — 14 осіб (2010; 75 у 2002).
Національний склад (станом на 2002 рік):
- казахи — 78 %